# Calan Williams
Calan Williams (Perth, 2000. június 30. – ) ausztrál autóversenyző, az FIA Formula–2 bajnokságban a Trident versenyzője.

## Pályafutása

### Gokart
Williams a Wanneroo-ban található Tiger Kart Club tagjaként kezdte pályafutását. Először Nyugat-Ausztráliában, majd az egész országban versenyzett. Gokartos karrierje 2007-től 2014-ig tartott.

### Alacsonyabb szériák
Williams 2015-ben debütált Formula-autóban, a Nyugat-Ausztrál Formula Ford bajnokságban, ahol az első futamát egyből meg is nyerte a Barbagallo-i pályán.
2016-ban teljesítette első teljes szezonját a Formula Ford bajnokságban. Több futamot is megnyert, köztük mind az utolsó ötöt, így második helyen végzett a bajnokságban.
2017-ben az Ausztrál Formula 3 Premier szériában versenyzett a Gilmour Racing csapatával. Tizenegy futamot nyert meg, tizenhat dobogós helyezése volt, ezzel meg is nyerte a bajnokságot.

### Euroformula Open
2017-ben a Fortec Motorsporttal tesztelt, majd 2018-ban szerződést is kapott az Euroformula Open bajnokságra, majd részt vett a Euroformula Téli szériájában is.
Az Estoril Circuit-i pályán mutatkozhatott be 2018 első versenyhétvégéjén, a szezont 11. helyen fejezte be 25 pontot szerezve.
A 2019-es szezonban ismét az Euroformula Openben versenyzett, a Fortec Motorsport pilótájaként.

### Toyota Racing Series
2018 decemberében jelentették be, hogy Williams a 2019-es szezont az új-zélandi Toyota Racing Series-ben fogja tölteni. Az ausztrál 8. helyen végzett 183 pontot szerezve, két verseny kivételével minden futamon pontot szerezve.

### FIA Formula 3
2019 októberében jelentette be az F3-ban szereplő Jenzer Motorsport, hogy leigazolták a 2020-as szezonra Williamst. Hiába volt jó időmérős tempója, hiszen 5. helyre kvalifikálta magát a Hungaroringen. Nem sikerült első szezonjában pontot szereznie, a legmagasabb helyezése 14. volt, mindkét csapattársa Matteo Nannini és Federico Malvestiti is megelőzte.
A 2021-es szezonra megtartotta a Jenzer Motorsport, csapattársai Pierre-Louis Chovet és Filip Ugran voltak. A második körben sikerült megszereznie első dobogóját, illetve pontjait az F3-ban. Az évet 15 ponttal a 19. helyen fejezte be.

### FIA Formula 2
2022 januárjában a Trident bejelentette, hogy leigazolták Williamset a 2022-es szezonra csapatukhoz. Csapattársa a holland Richard Verschoor lett.

## Eredményei

### Karrier összefoglaló
| Szezon | Bajnokság                       | Csapat                         | Verseny | Győzelem | Pole | Leggyorsabb kör | Dobogós helyezés | Pont | Helyezés |
| ------ | ------------------------------- | ------------------------------ | ------- | -------- | ---- | --------------- | ---------------- | ---- | -------- |
| 2015   | Nyugat-Ausztrál Formula Ford    | Grand Toyota/Impressions Homes | 9       | 0        | 1    | 4               | 3                | 142  | 10.      |
| 2016   | Nyugat-Ausztrál Formula Ford    | Fastlane Racing                | 21      | 5        | 6    | 8               | 12               | 363  | 2.       |
| 2017   | Ausztrál Formula–3-as bajnokság | Gilmour Racing                 | 17      | 11       | 6    | 15              | 16               | 232  | 1.       |
| 2018   | Euroformula Open                | Fortec Motorsports             | 12      | 0        | 0    | 0               | 0                | 25   | 11.      |
| 2018   | Spanyol Formula–3-as bajnokság  | Fortec Motorsports             | 2       | 0        | 0    | 0               | 0                | 2    | 18.      |
| 2019   | Euroformula Open                | Fortec Motorsports             | 18      | 0        | 0    | 0               | 0                | 53   | 13.      |
| 2019   | Toyota Racing Series            | MTEC Motorsport                | 15      | 0        | 0    | 0               | 0                | 183  | 8.       |
| 2020   | Formula–3                       | Jenzer Motorsport              | 18      | 0        | 0    | 0               | 0                | 0    | 31.      |
| 2021   | Formula–3                       | Jenzer Motorsport              | 20      | 0        | 0    | 0               | 1                | 15   | 19.      |
| 2022   | Formula–2                       | Trident                        | 0       | 0        | 0    | 0               | 0                | 0    | —        |

* A szezon jelenleg is zajlik.

### Teljes FIA Formula–3-as eredménysorozata
(Táblázat értelmezése)

(Félkövér: pole-pozícióból indult; dőlt: leggyorsabb kört futott) 

| Év   | Csaőat            | 1           | 2           | 3           | 4           | 5          | 6          | 7          | 8          | 9          | 10         | 11         | 12         | 13         | 14         | 15         | 16         | 17         | 18         | 19         | 20        | 21         | Helyezés | Pont |
| ---- | ----------------- | ----------- | ----------- | ----------- | ----------- | ---------- | ---------- | ---------- | ---------- | ---------- | ---------- | ---------- | ---------- | ---------- | ---------- | ---------- | ---------- | ---------- | ---------- | ---------- | --------- | ---------- | -------- | ---- |
| 2020 | Jenzer Motorsport | AUT1 FEA 21 | AUT1 SPR 17 | AUT2 FEA 25 | AUT2 SPR 24 | HUN FEA Ki | HUN SPR 15 | GBR FEA 14 | GBR SPR 14 | GBR FEA Ki | GBR SPR Ki | ESP FEA 25 | ESP SPR 14 | BEL FEA 16 | BEL SPR 25 | ITA FEA 25 | ITA SPR 18 | MUG FEA 19 | MUG SPR 21 |            |           |            | 31.      | 0    |
| 2021 | Jenzer Motorsport | ESP SP1 18  | ESP SP2 11  | ESP FEA 21  | FRA SP1 3   | FRA SP2 8  | FRA FEA 12 | AUT SP1 16 | AUT SP2 15 | AUT FEA 9  | HUN SP1 17 | HUN SP2 24 | HUN FEA 17 | BEL SP1 24 | BEL SP2 Ki | BEL FEA 18 | NED SP1 16 | NED SP2 22 | NED FEA 18 | RUS SP1 19 | RUS SP2 T | RUS FEA 12 | 19.      | 15   |

† A versenyt nem fejezte be, de helyezését értékelték, mert a versenytáv több, mint 90%-át teljesítette.

### Teljes FIA Formula–2-es eredménysorozata
(Táblázat értelmezése)

(Félkövér: pole-pozícióból indult; dőlt: leggyorsabb kört futott) 

| Év   | Csapat  | 1          | 2           | 3         | 4          | 5          | 6          | 7          | 8          | 9          | 10          | 11          | 12         | 13         | 14         | 15         | 16         | 17         | 18         | 19         | 20         | 21         | 22         | 23         | 24         | 25         | 26         | 27      | 28      | Helyezés | Pont |
| ---- | ------- | ---------- | ----------- | --------- | ---------- | ---------- | ---------- | ---------- | ---------- | ---------- | ----------- | ----------- | ---------- | ---------- | ---------- | ---------- | ---------- | ---------- | ---------- | ---------- | ---------- | ---------- | ---------- | ---------- | ---------- | ---------- | ---------- | ------- | ------- | -------- | ---- |
| 2022 | Trident | BHR SPR 15 | BHR FEA 18† | KSA SPR 4 | KSA FEA 13 | IMO SPR 14 | IMO FEA 15 | ESP SPR 16 | ESP FEA 11 | MON SPR 14 | MON FEA 16† | AZE SPR 16† | AZE FEA 16 | GBR SPR 18 | GBR FEA 16 | AUT SPR 14 | AUT FEA 15 | FRA SPR 13 | FRA FEA 11 | HUN SPR 11 | HUN FEA 16 | BEL SPR 16 | BEL FEA 16 | NED SPR 18 | NED FEA 11 | ITA SPR 14 | ITA FEA Ki | UAE SPR | UAE FEA | 23.      | 5    |

† A versenyt nem fejezte be, de helyezését értékelték, mert a versenytáv több, mint 90%-át teljesítette.